# 모스 (노르웨이)

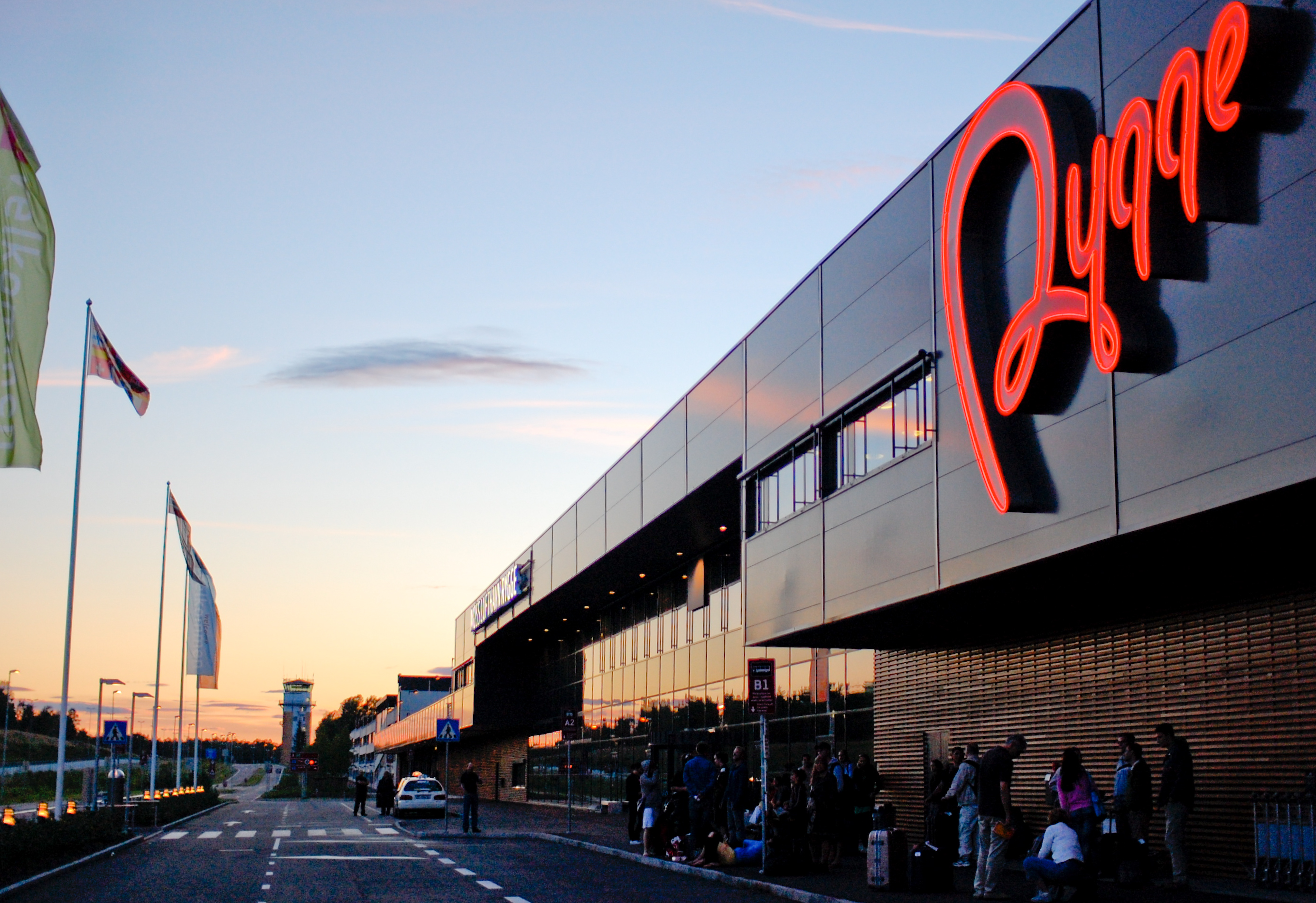
모스 공항

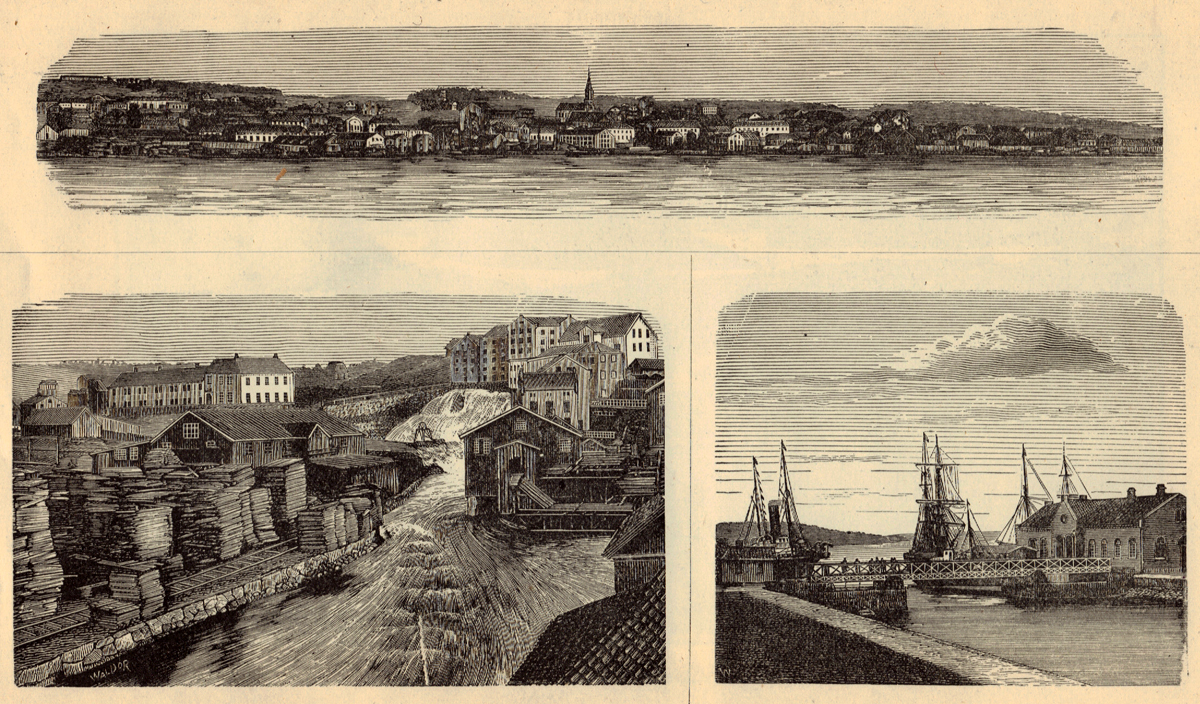
모스 콤뮈네 (1885년)

모스(Moss)는 노르웨이 외스트폴주의 도시다. 면적은 63km2며 인구는 2006년 현재 28,200명(인구밀도는 440명)이고 단체장은 Paul-Erik Krogsvold다.

## 교통

### 공항
2007년 10월 8일 개항한 모스 공항이 있다.

## 자매 도시
- 과테말라 아과카탄
- 아이슬란드 블뢴뒤오스
- 덴마크 호르센스
- 스웨덴 칼스타드
- 핀란드 노키아
- 러시아 노브고로드주 벨리키노브고로드
- 미국 버지니아주 버지니아비치